# Cor amb les mans

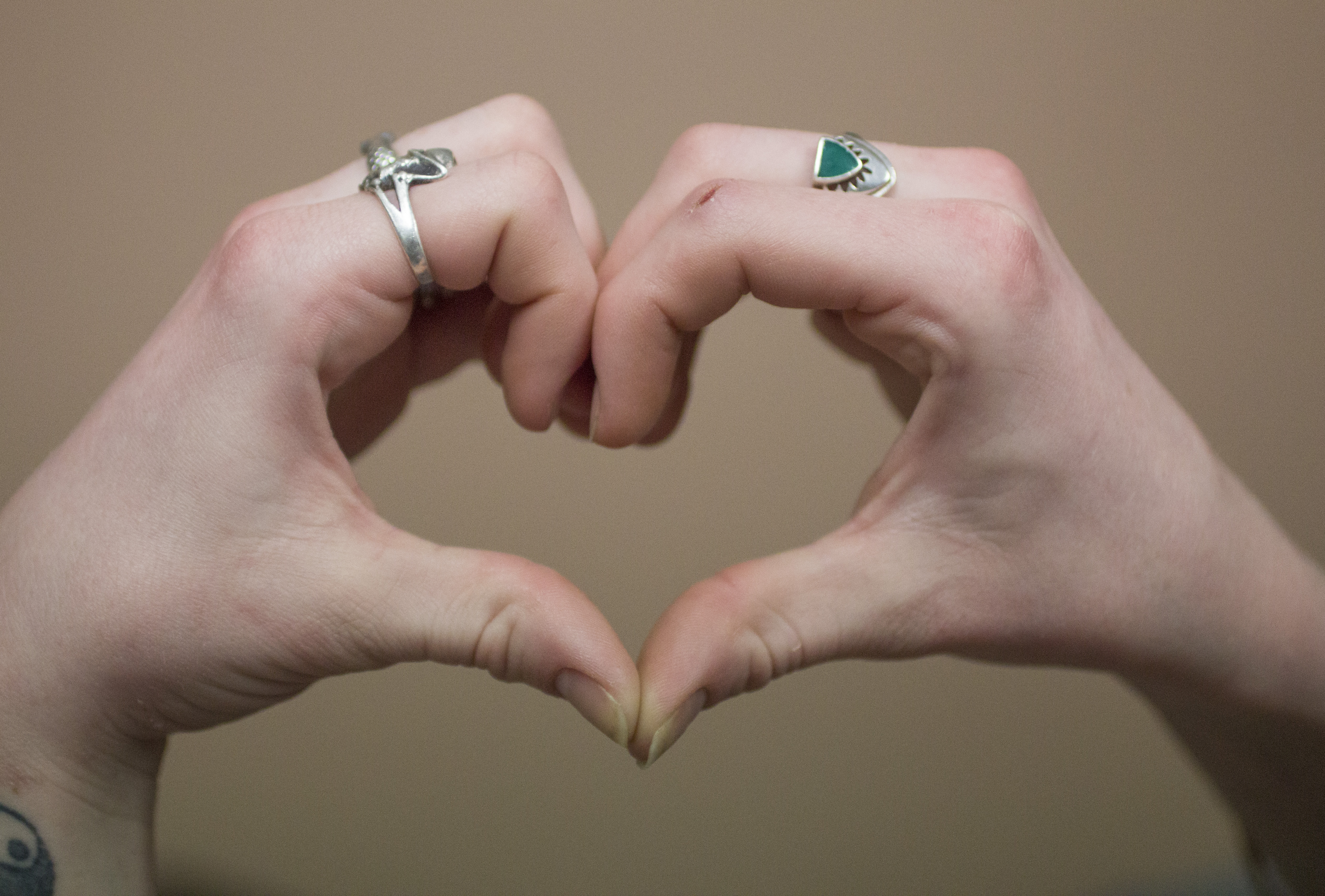
Cor amb les mans.

Un cor amb les mans és un gest realitzat quan una persona crea una forma de cor utilitzant les dues mans. Aquest tipus de gestos és molt comú i popular entre la generació mil·lenial, a partir de la dècada de 2000.

El gest del cor amb les mans al revés té l'origen el 1989, quan l'artista italià Maurizio Cattelan va crear una imatge d'art del gest com a primera obra, a la qual va anomenar Sintaxi Familiar.

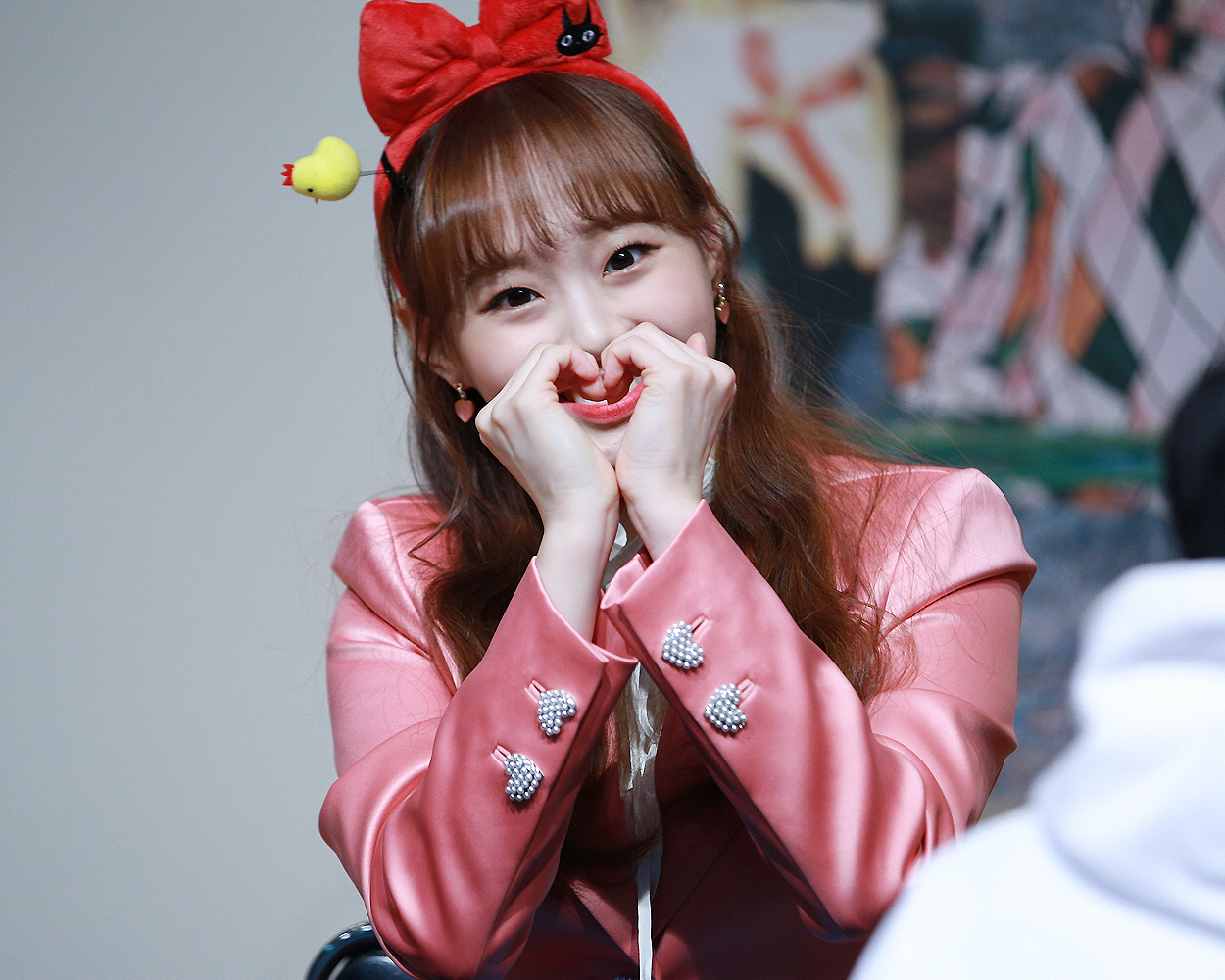
La cantant sud-coreana Chuu mostra un cor amb les mans

## Patent de Google
L'equip d'Engadget va descobrir que Google va arxivar una patent al juliol de 2011 que permetia als usuaris de les ulleres de Google utilitzar el cor amb les mans davant de qualsevol objecte perquè aquestes reconeguessin aquest objecte automàticament, fes una foto i s'enviés a les xarxes socials com un «M'agrada».